# ジンギスキャン
ジンギスキャンは、吉本興業東京本社（東京吉本）に所属したお笑いコンビ。東京NSC7期生。

## メンバー
上村亮史（うえむら りょうじ　1981年5月9日-）
ボケ担当。立ち位置は向かって左で背の高い方。B型。喫煙者。北海道滝川高等学校卒業、青山学院大学中退。
竹原和宏（たけはら かずひろ　1981年7月31日-）
ツッコミ担当。立ち位置は向かって右。A型。喫煙者。 北海道滝川高等学校卒業、北海学園大学中退。

## 概要
北海道新十津川町出身。幼稚園からの幼なじみコンビ。小学校は別々だったが、地元の剣道教室が同じであった。
主なネタは漫才。
結成当時のコンビ名は「ライムライト」。2006年に「ジンギスカン」に、2008年に「ジンギスキャン」に改名した。
2021年11月28日に解散を発表。上村は引退。竹原は「タケ竹原」と改名してフリーとなり、2022年よりいわきり新習慣（元金曜日のロイド）とのコンビ「メアリの休日」で活動。

## 主な活動
よしもと∞ホール
- MAE AGE LIVE
- ばちーんんんSTEP
- ばちーんんんJUMP
- Get King Live

神保町花月
- ゴールデン!!!（7期公演・クレオパトラ桑原脚本『暗闇のゴールデンイーグル』）

ライブ
- 星屑たちのステージ
- 阿佐ヶ谷キッド（2011年11月まで）